# Есекс Фелс (Њу Џерзи)
Есекс Фелс (енгл. Essex Fells) град је у америчкој савезној држави Њу Џерзи.

## Демографија
По попису из 2010. године број становника је 2.113, што је 49 (-2,3%) становника мање него 2000. године.
| Група             | 2000.         | 2010.         |
| Белци             | 2.074 (95,9%) | 1.976 (93,5%) |
| Афроамериканци    | 10 (0,5%)     | 23 (1,1%)     |
| Азијати           | 22 (1,0%)     | 46 (2,2%)     |
| Хиспаноамериканци | 26 (1,2%)     | 42 (2,0%)     |
| Укупно            | 2.162         | 2.113         |